# فهرست سفیران ایران در هلند
سفارت ایران در لاهه سال ۱۲۸۱ به وسیلهٔ عبدالصمدخان ممتازالسطنه تأسیس و مشارالیه تا سال ۱۲۸۳ وزیر مختار ایران در هلند بود.
پس از پیروزی انقلاب اسلامی در ایران، روابط سیاسی دو کشور ایران و هلند دچار فراز و نشیب‌هایی گردید. دولت هلند دو سال پس از انقلاب (۱۳۵۹)، با اعزام سفیر علاقه مندی خود را به بهبود و گسترش روابط بین دو کشور نشان داد. جمهوری اسلامی ایران در مهر ماه ۱۳۶۲ (۱۹۸۳ م) نظر مساعد خود را برای توسعه روابط فیمابین ابراز داشت. روابط دیپلماتیک دو کشور تاکنون در سطح سفیر ادامه  داشته‌است.
فهرست سفیران دورهٔ صفوی
1. موسی بیگ دیزماری
2. محمدرضا بیگ[پانویس ۱]

فهرست سفیران دورهٔ قاجار
1. عبدالصمد ممتازالسلطنه ۱۳۲۰–۱۳۲۲ ه‍.ق.
2. میرزا احمد خان صدیق‌الملک ۱۳۲۳–۱۳۳۲ ه‍.ق.
3. سید مهدی خان آذری مکرم‌الدوله (مهدی دیبا) ۱۲۹۶–۱۳۰۵ ه‍.خ.

بسته شدن سفارت ایران در هلند به دلیل کاهش هزینه‌ها (سفیر ایران در آلمان در کشور هلند اکردیته گردید.)
فهرست سفیران دورهٔ پهلوی
1. عبدالله انتظام ۱۴ شهریور ۱۳۲۸–۱۳۲۹
2. حسین نواب ۱۳۲۹
3. عبدالحسین مسعود انصاری
4. عبدالحسین مفتاح
5. علی معتمدی مرداد ۱۳۳۷–اردیبهشت ۱۳۳۹
6. محسن رئیس اردیبهشت ۱۳۳۹–تیر ۱۳۴۰
7. فریدون آدمیت ۱۳۴۰–۱۳۴۲
8. سپهبد اسماعیل ریاحی مهر ۱۳۴۶–؟
9. سرتیپ عباس فرزانگان ؟–۲۵ اسفند ۱۳۵۲[پانویس ۲]
10. احمد اقبال دی ۱۳۵۳–اسفند ۱۳۵۷

فهرست سفیران ایران در دورهٔ جمهوری اسلامی
1. حسین تاجگردون مهر ۱۳۶۲–دی ۱۳۶۶
2. سید شمس الدین  خارقانی۱۳۶۶ تا ۱۳۷۱
3. مهدی شاملو محمودی ۱۳۷۱-۱۳۷۹
4. حسین پناهی ۱۳۷۹–۱۳۸۳
5. محمدتقی مؤید ۱۳۸۳–۱۳۸۶
6. بزرگمهر زیاران ۱۳۸۶–۱۳۸۸
7. مجید قهرمانی (کاردار) ۱۳۸۸
8. کاظم غریب‌آبادی دی ۱۳۸۸–اسفند ۱۳۹۲
9. علیرضا جهانگیری[۵] ۷ فروردین ۱۳۹۳–فروردین ۱۳۹۸
10. علیرضا کاظمی ابدی  ۱۳۹۸-۱۴۰۲
11. هادی فرجوند مهر ۱۴۰۲ تاکنون